# Männerstimmen Basel
Die Männerstimmen Basel sind ein Basler Männerchor, der sowohl klassische Chorliteratur als auch zeitgenössische Musik präsentiert und regelmässig bei internationalen Wettbewerben antritt.

## Biografie
Die Männerstimmen Basel wurden im Jahr 2008 von mehreren ehemaligen Mitgliedern der Knabenkantorei Basel gegründet. Auch heute besteht ein Grossteil der Sänger aus ehemaligen Kantoristen; daneben sind auch Ehemalige aus anderen Chören dabei, u. a. Jugendchöre der Musik-Akademie der Stadt Basel, Tölzer Knabenchor und Thomanerchor.
Zum ersten Mal trat der Chor 2008 am Eidgenössischen Gesangfest in Meiringen öffentlich auf, wo er mit dem höchsten Prädikat „vorzüglich“ ausgezeichnet wurde. Ende 2008 folgte das erste Konzert mit Rheinbergers Messe in B-Dur, im Frühjahr 2009 die erste Auslandreise nach Tallinn, wo der Chor als bester Männerchor ausgezeichnet wurde. Weitere Tourneen führten den Chor bisher nach Mazedonien, Irland, England, Lettland, Slowenien und in die USA. 2010 veröffentlichte der Chor seine erste CD tonträger no. 1 mit traditionellen Männerchorstücken von Saint-Saëns, Pracht, Lauridsen, Whitacre sowie den Comedian Harmonists.
2011 führte der Chor sein erstes grösseres Konzertprojekt durch. Der Chor filmte sich beim dramaturgisch inszenierten Wandern durch den Schweizer Jura und gab unter dem Titel tøngedrøhn – Eine Klang + Bildexpedition Konzerte, bei welchen diese Sequenzen auf Leinwand gezeigt wurden. Hierzu wurde im Anschluss auch eine DVD erstellt, welche die Filmaufnahmen, kombiniert mit einem Tonmitschnitt, aus einem der Livekonzerte zeigt. Im Juli 2012 nahm der Chor an den World Choir Games in Cincinnati und wurde in der Kategorie „Männerchöre“ als World Champion ausgezeichnet.
Im Winter 2013 folgte die zweite CD tonträger no. 2. Hierzu wurden zeitgenössische Männerchorwerke unterschiedlichster Stile eingespielt, u. a. aus Estland (Veljo Tormis), Mazedonien (Kiril Makedonski), Korea (Arirang), Indien (A. R. Rahman) und Graubünden (Gion Antoni Derungs); ausserdem enthält sie die Vokalquartette des unlängst in Basel wiederentdeckten Komponisten Jewgeni Gunst als Weltersteinspielung. Zusammen mit dem Frauenchor Voices nahmen die Männerstimmen Basel 2013 an einem Son & Lumière-Konzert im Basler Münster teil. Bei diesem Event, betitelt als audiovisuelles Chorkonzert, wurden zum Gesang u. a. Filmsequenzen an die Decke projiziert und mit Lichteffekten gearbeitet.
Im Juni 2014 partizipierte der Chor als erster eigenständiger Schweizer Chor am Laulupidu in Tallinn; im Anschluss reiste der Chor an die World Choir Games nach Riga, wo er in der Kategorie „Musica Sacra“ als bester europäischer Chor den 4. Platz erreichte. 2015 veröffentlichte der Chor sein Erfolgsprogramm „Volkhorn“ auf CD; das Programm entstand in Kooperation mit dem Dauprat-Hornquartett und beinhaltete viele bekannte Volkslieder aus dem deutschsprachigen Raum, vornehmlich der Schweiz. Im Mai 2015 gewann der Chor den grössten Männerchor-Wettbewerb Europas in Truro (Cornwall) und konzertierte davor in London, Cambridge und Oxford.
2016 war der Chor mit dem geistlichen Programm „pílagrímr“ auf Tour. Eine Konzertreise führte den Chor nach Färöer und Island (als Gastchor am Nordic-Baltic Male Choir auf Einladung des Nordischen Sängerverbands). 2018 feierte der Chor sein 10-Jahr-Jubiläum gemeinsam mit dem Sinfonieorchester Basel. 2019 und 2022 wurden weitere Spitzenplätze an den internationalen Chorwettbewerben in Tolosa (3. Platz) resp. Preveza (1. Platz) erreicht. 2022 trat der Dirigent Oliver Rudin zurück, der bisherige Vizedirigent David Rossel übernahm die Leitung.

## Auftritt
Optisch unterscheiden sie sich von anderen Chören unter anderem dadurch, dass sie nicht in Abendgarderobe, sondern im 20er Jahre Schuljungen-Stil mit Leinenhemden, Knickerbockern, Kniestrümpfen und Hosenträgern auftreten. Dies fällt besonders dadurch auf, dass der Chor relativ jung ist – die Sänger sind zwischen 20 und 40 Jahren alt, einige davon sind Studenten.

## Auszeichnungen
- 2022: Gesamtgewinn über alle Kategorien am Internationalen Chorwettbewerb in Preveza (Griechenland)
- 2019: 3. Platz in der Kategorie Polyphonie am Tolosa Choral Contest (Spanien)[9]
- 2018: 1. Platz Kulturgrümpeli Basel (Schweiz)
- 2017: 1. Platz Kategorie Männerchöre und Grand Prix für den besten Chor am Chorfestival "Cracovia Cantans" in Krakau (Polen)
- 2016: Gewinner am Quartettwettbewerb des Nordic-Baltic Male Choir Festival in Reykjavík (Island)
- 2015: Prädikat "vorzüglich" am Eidgenössischen Gesangsfest Meiringen (Schweiz)
- 2015: Champion Choir of the Cornwall International Male Voice Choral Festival 2015[10]
- 2014: World Choir Games Riga (LETT): 2. Platz Männerchor, 4. Platz Kirchenmusik (bester europäischer Chor der Kategorie)[11]
- 2013: 9. Schweizerischer Chorwettbewerb Aarau (CH): Vize-Meister der Kategorie „Elite“ sowie Gewinner des Publikumspreises
- 2012: World Choir Games Cincinnati (US): Bester Männerchor, Goldmedaillen in den Kategorien Männerchor und Kirchenmusik
- 2012: Montreux Choral Festival (CH): Bester Schweizer Chor, Bester Männerchor, 3. Platz gesamter Wettbewerb mit Prädikat “excellent avec distinction”
- 2011: Swiss Cantonal Singing Competition (CH): Erster Preis
- 2011: Fleischmann International Trophy Competition Cork (ROI): „Beste Interpretation eines zeitgenössischen Werkes“ (für “Basel 2010” von Rudolf Jaggi), 3. Platz gesamter Wettbewerb, P.E.A.C.E Trophy für den Chor, der den Spirit des Festivals am besten verkörpert
- 2010: Ohrid Choir Festival (MAZ): „Beste zeitgenössischer Aufführung“, 2. Platz gesamter Wettbewerb
- 2009: Tallinn Choir Festival (EST): Bester Männerchor
- 2008: Eidgenössischen Gesangsfest (CH): Prädikat "vorzüglich"

## Diskografie
- Tonträger no. 1 (CD, 2010)
- Tøngedrøhn – Eine Klang + Bildexpedition (DVD, 2011)
- Tonträger no. 2 (CD, 2013)
- Volkhorn (CD, 2015)
- Pílagrímr (CD, 2016)
- Diluvium (CD, 2022)